# چیائو شین
چیائو شین (چینی ساده: 乔欣; پین‌یین: Qiáo xīn؛ زادهٔ ۲۳ نوامبر ۱۹۹۳) همچنین با نام بریجت چیائو (انگلیسی: Bridgette Qiao) نیز شناخته می‌شود، بازیگر اهل چین است. چیائو به خاطر ایفای نقش در نیروانا در آتش (۲۰۱۵) شناخته می‌شود.